# Redding (Connecticut)
Redding is een plaats in de Amerikaanse staat Connecticut en telt 8270 inwoners. De oppervlakte bedraagt 83,1 km².
Redding ligt in Fairfield County, en grenst aan de plaatsen: Bethel, Danbury, Easton, Newtown, Ridgefield, Wilton en Weston.
Redding is ook de plaats waar de beroemde schrijver Mark Twain de laatste jaren van zijn leven doorbracht en gestorven is. De openbare bibliotheek, aan wie hij het eerste boek schonk, is later naar hem genoemd.

## Bekende inwoners

### Geboren
- Hope Lange (1933-2003), actrice

### Woonachtig (geweest)
- Leonard Bernstein, componist en dirigent
- Ritchie Blackmore, gitarist van de groep Deep Purple en Rainbow
- Anna Hyatt Huntington, beeldhouwster
- John Kirkpatrick, musicus
- Meat Loaf, Rock-'n-roll-zanger
- Hal Foster, striptekenaar van onder meer Prins Valiant
- Flannery O'Connor, schrijfster
- Mary Travers, zangeres van de groep Peter, Paul and Mary

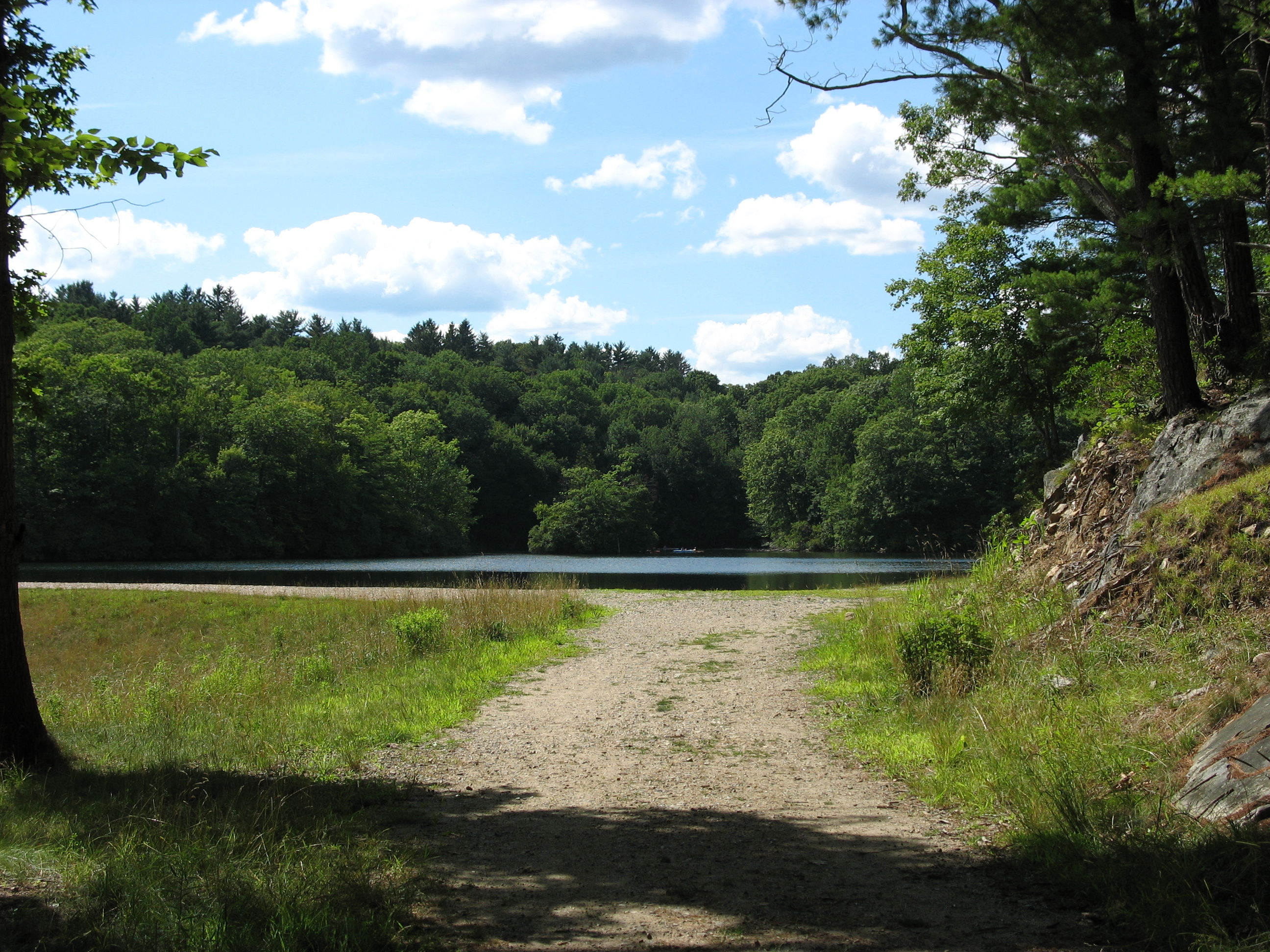
Huntington State Park in Redding